# شهرستان شنتالینسکی
شهرستان شنتالینسکی (به لاتین: Shentalinsky District) یک شهرستان در روسیه است که در استان سامارا واقع شده‌است.